# Fostoria (Ohio)
Fostoria ist eine City im amerikanischen Bundesstaat Ohio, ungefähr 65 km südlich von Toledo. Das U.S. Census Bureau ermittelte bei der Volkszählung 2020 eine Einwohnerzahl von 13.046.
Das Stadtgebiet von Fostoria erstreckt sich über drei Counties: Seneca, Hancock und Wood. In Fostoria kreuzen sich drei Eisenbahnlinien, das Gebiet der Kreuzung wird auch als Iron Triangle bezeichnet, und ist bei Trainspottern beliebt.

## Geschichte
1832 siedelte der Vater des damals vierjährigen Charles Foster mit seiner Familie auf einem Grundstück in der Wildnis. Um das Anwesen der Familie Foster herum entstand der Ort Rome. 1847 übernahm der 19-jährige Charles Foster den Einkaufsladen von seinem Vater und führte ihn so erfolgreich, dass 1854 nach der Vereinigung von Rome mit dem Nachbardorf Risdon der neuentstandene Ort zu seinen Ehren Fostoria genannt wurde. 1867 gründete Foster die Bank Foster & Company. Er war auch Schatzmeister von Fostoria. 1870 verließ er den Ort, um republikanischer Kongressabgeordneter zu werden. Später wurde er Gouverneur von Ohio und dann amerikanischer Finanzminister unter Benjamin Harrison.
Ab 1884 wurde im Nordwesten Ohios Erdgas entdeckt. Ende der 1880er Jahre wurden auch um Fostoria abbaubare Erdgasvorkommen entdeckt, was zu einem Boom in der Stadt führte. Charles Foster war auch Präsident der Northwestern Ohio Natural Gas Company, die Gasförderung, -verteilung und -verkauf betrieb. Ab 1902 waren die Erdgasvorkommen erschöpft, und die Northwestern Ohio Natural Gas Company baute nun Pipelines nach West Virginia, um das dort geförderte Gas zu importieren.
1854 begann die Fremont and Indiana Railroad, später Norfolk and Western Railroad, mit dem Bau einer Eisenbahnstrecke von Fremont über Fostoria und Findlay nach Indiana. 1872 kam die zweite Bahnstrecke durch Fostoria hinzu: die Hocking Valley Railway, später Chesapeake and Ohio Railway (CO), stellte ihre Bahnstrecke von Columbus nach Toledo fertig. 1873 erreichte die dritte Bahnstrecke Fostoria: die Baltimore and Ohio Railroad (BO) baute ihre Strecke von der atlantischen Küste nach Chicago. Die vierte Strecke wurde von der New York, Chicago and St. Louis Railroad (auch als Nickel Plate bezeichnet) gebaut, und mit der Atlantic and Lake Erie Railroad, später New York Central Railroad, erreicht die fünfte und letzte Bahnstrecke den Ort. Heute sind noch drei Bahnstrecken durch Fostoria in Betrieb: die frühere Nickel Plate-Strecke der Norfolk Southern Railway (NS) und die zwei Strecken der CSX-Vorgängergesellschaften, auf denen täglich 180 Züge die Stadt durchqueren.
Der Name von Fostoria ist eng mit der amerikanischen Glasindustrie verbunden. 1887 wurde hier die Fostoria Glass Company gegründet, die Haushaltsglaswaren herstellte. Auch andere Glashersteller siedelten sich an – zu einem guten Teil war dafür die Aussicht einer sehr billigen Versorgung mit Erdgas für die energieintensive Glasproduktion verantwortlich. Als das Erdgas in Nordwest-Ohio versiegte, zog auch die Industrie weiter, dem Erdgas hinterher. Die Fostoria Glass Company verlegte die Produktion nach Moundsville in West Virginia, behielt aber den Firmennamen bei, der in der Depressionszeit zum Synonym für amerikanisches Glasdesign werden sollte.

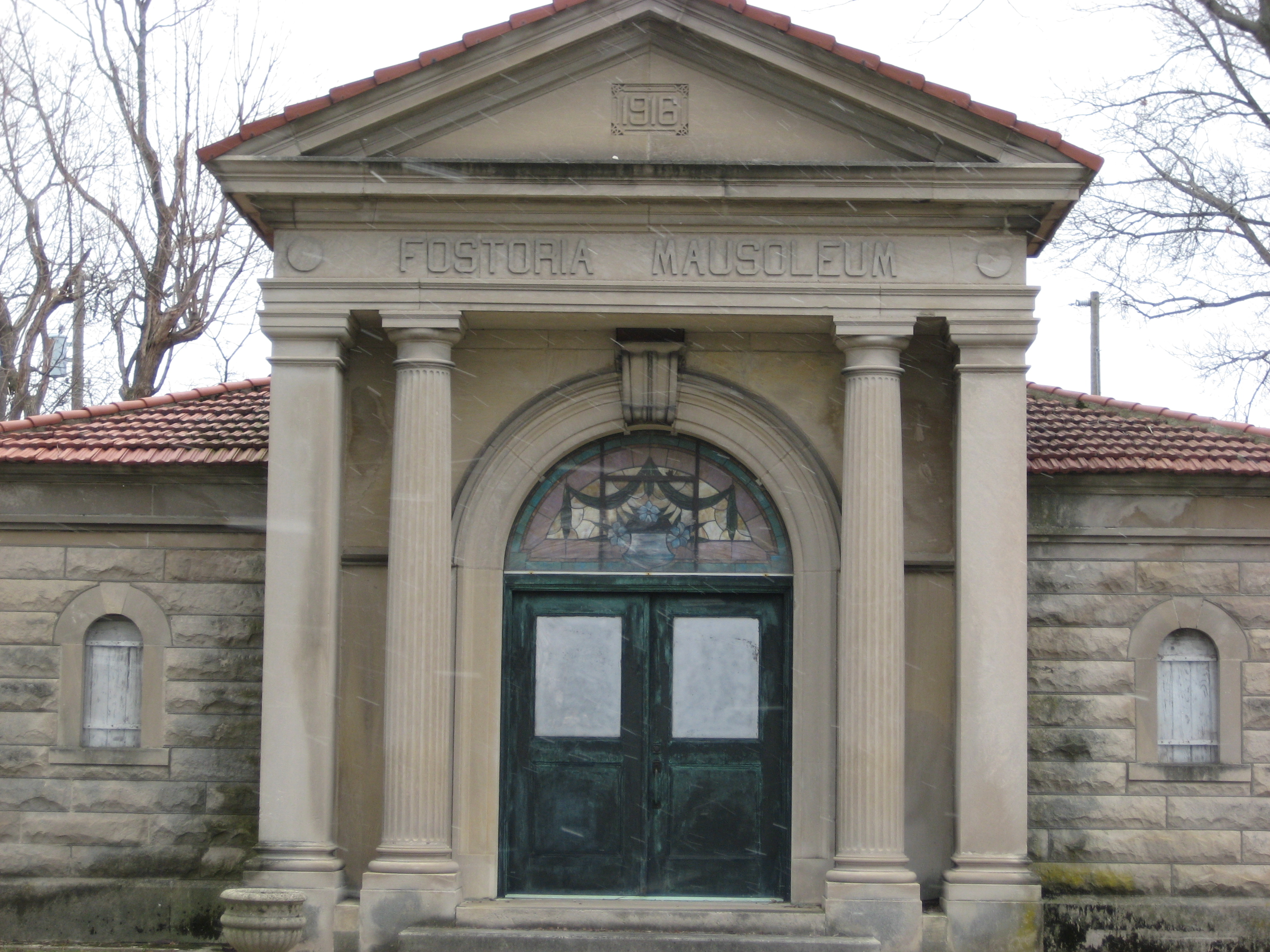
Das denkmalgeschützte Fostoria Mausoleum

In Fostoria wurde 2001 das historische Stadtzentrum (Fostoria Downtown Historic District) in das National Register of Historic Places (NRHP) aufgenommen. Damit wurden 52 Gebäude auf einem halben Quadratkilometer Fläche unter Denkmalschutz gestellt. Schon 20 Jahre vorher wurden zwei Einzelgebäude in das NRHP aufgenommen: das Marcus Dana House stammt aus der ersten Hälfte des 19. Jahrhunderts, während das Fostoria Mausoleum vom Anfang des 20. Jahrhunderts stammt. Das Mausoleum wurde von den Architekten Issac und Charles Latchaw (Latchaw Brothers) im Stil des „New-Classical Revival“ erbaut. Trotz des Namens entspricht das Mausoleum der Funktion nach eher einem Kolumbarium, da einzelne Nischen für die Aufbewahrung von Urnen an verschiedene Familien vermietet wurden. Nach dem gleichen Bauplan wie in Fostoria bauten die Gebrüder Latchaw noch Mausoleen in Findlay und Fremont, in Bucyrus befindet sich ein ebenfalls denkmalgeschütztes Mausoleum der Architekten.

## Persönlichkeiten
- Charles Foster (1828–1904), Gouverneur von Ohio und amerikanischer Finanzminister
- John Quinn (1870–1924), Rechtsanwalt, Kunstsammler und Förderer des Post-Impressionismus sowie der literarischen Moderne. Eröffnete die Armory Show.

### Söhne und Töchter der Stadt
- James M. Baker (* 1942), Politiker und 54. Bürgermeister von Wilmington
- Micah Hyde (* 1990), American-Football-Spieler
- Ken Russell (1935–2014), American-Football-Spieler